# Основаване на Санта Мария Маджоре
„Основаване на Санта Мария Маджоре“ (на италиански: Fondazione di Santa Maria Maggiore) е картина на италианския художник Мазолино да Паникале от 1423 или 1428 г. Картината (144 x 76 см) е изложена в Зала 5 на Национален музей „Каподимонте“ в Неапол. Използвана е техниката на темпера върху дърво.

## История
Годината на направата на картината е спорна, но със сигурност се знае, че е рисувана за олтара на църквата „Санта Мария Маджоре“ в Рим. Предполага се, че е била поръчана на художника Мазачо, но нарисувана от учениците на художника, или е последен труд на Мазачо преди да умре, довършена от ученика му Мазолино да Паникале.
Кардинал Одоне Колуна, избран през 1417 г. като папа Мартин V, между 1419 и 1420 г. спира във Флоренция, чакайки Рим да го приеме. В Тоскана той вероятно влиза в контакт с действащите там художници Джентиле да Фабриано, Лоренцо Гиберти и Мазолино да Паникале. Веднага щом като стъпва в Рим, Мартин V веднага се посвещава на идеята да върне предишната слава на града.
През XVI век Джорджо Вазари и Микеланджело Буонароти виждат картината преместена в малък църковен параклис и я определят като произведение на Мазолино.
През 1653 г. в двореца Фарнезе в Рим са описани шест картини (в действителност парчета от олтарната картина) с автор Фра Анджелико. Благодарение на това че парчетата са разпръснати в различни музеи, по-късно са разпознати като олтарната картина, нарисувана от Мазолино да Паникале. Централното парче от картината, считано за най-ценния екземпляр, пристига в Неапол чрез Колекция „Фарнезе“.

## Описание
Художникът изобразява чудото (според легендата), благодарение на което е построена базиликата „Санта Мария Маджоре“. В нощта между 4 и 5 август 364 г. Дева Мария се явява на сън на папа Либерий и го помолва да построи параклис на мястото, където на сутринта ще види паднал сняг. Според църковната история през нощта на 6 август на хълма Есквилин, където е построена базиликата, наистина пада сняг и чудото потвърждава съня на папата. В същия ден папата, официално облечен и предвождан от всички първенци, с мотика в ръка очертава периметъра на бъдещата базилика.
Наричана първо „Девата на снега“, тази базилика в следващите години претърпява реконструкции и промяна в името и е наречена „Санта Мария Маджоре“.